# Television (groupe)
Pour les articles homonymes, voir Télévision (homonymie).
Television est un groupe américain de rock originaire de New York.
Formé en 1973 par Tom Verlaine et Richard Hell dans la mouvance de Patti Smith, le groupe se sépare au bout de quelques années et d'à peine deux albums, avant de se reformer pour un nouvel album et de nombreuses tournées dans les années 1990. Ils laissent derrière eux une certaine aura toujours vive et entretenue comme un mythe par la presse rock internationale.
Le premier album de Television, Marquee Moon, sorti en 1977, est généralement considéré comme l'une des grandes œuvres du rock. Les chansons sont bâties sur les jeux de guitare entremêlés de Tom Verlaine et Richard Lloyd, faits de dissonances, d'arpèges joués à l'envers, entre autres, posés sur une remarquable section rythmique. Tom Verlaine chante toutes les compositions du groupe, d'une voix elle aussi inhabituelle, tour à tour faible, suppliante, ironique. Richard Hell ne figure alors plus dans le groupe au moment de la sortie de Marquee Moon et formera un autre groupe: Richard Hell and the Voidoids, dont l'album culte Blank Generation sort aussi en 1977.
Après l'échec du second album de Television, Adventure, Tom Verlaine quitte le groupe et entame une carrière indépendante, sortant une dizaine d'albums solos, dont les deux premiers, Tom Verlaine (1979) et Dreamtime (1981) ont été particulièrement remarqués.

## Biographie

### Débuts (1973–1974)
La racines de Television remonte à une amitié entre Tom Verlaine et Richard Hell. Le duo se rencontre à la Sanford School à Hockessin, dans le Delaware, de laquelle ils décident de s'échapper. Ils emménagent à New York, séparément, au début des années 1970, aspirant à être poètes. Leur premier groupe ensemble s'appelle les Neon Boys, avec Verlaine à la guitare et au chant, Hell à la basse et au chant, et Billy Ficca à la batterie. Le groupe reste actif entre 1972 jusqu'à fin 1973. Un 45 tours comprenant That's All I Know (Right Now) et Love Comes in Spurts est publié en 1980.
À la fin de 1973, le groupe se reforme, cette fois sous le nom de Television et recrutent Richard Lloyd comme second guitariste. Leur premier concert s'effectue au Townhouse Theatre, le 2 mars 1974. Leur agent artistique, Terry Ork, persuade le dirigeant de CBGB, Hilly Kristal, de donner une chance au groupe de jouer dans son club. Après avoir joué à quelques concerts au CBGB au début de 1974, ils jouent au Max's Kansas City et autres clubs, retournant au CBGB en janvier 1975, où ils se popularisent.

### Premier 45 tours (1975–1976)
À l'origine, Hell et Verlaine se partagent l'écriture ; Lloyd s'y occupant de moins en moins. Cependant, des conflits font surface alors que Verlaine, Lloyd et Ficca deviennent confiants dans leurs instruments et compositions, tandis que Hell ne se consacre pas à son approche musicale. Hell quitte le groupe et embarque certaines de ses chansons avec lui. Il cofonde the Heartbreakers en 1975 avec les anciens membres des New York Dolls Johnny Thunders et Jerry Nolan, formant plus tard Richard Hell and the Voidoids. Fred Smith, temporairement membre de Blondie, remplacera Hell comme bassiste au sein de Television.
Television sort son premier vinyle en 1975, Little Johnny Jewel (Parts One and Two), un single 45 tours publié au label indépendant Ork Records, dirigé par leur agent artistique Terry Ork. Richard Lloyd ne s'accorde apparemment pas avec les chansons choisies, préférant O Mi Amore. Le guitariste Peter Laughner, du groupe Pere Ubu passe une audition pour sa place à cette période.

### DeMarquee Moonà la séparation (1977–1978)

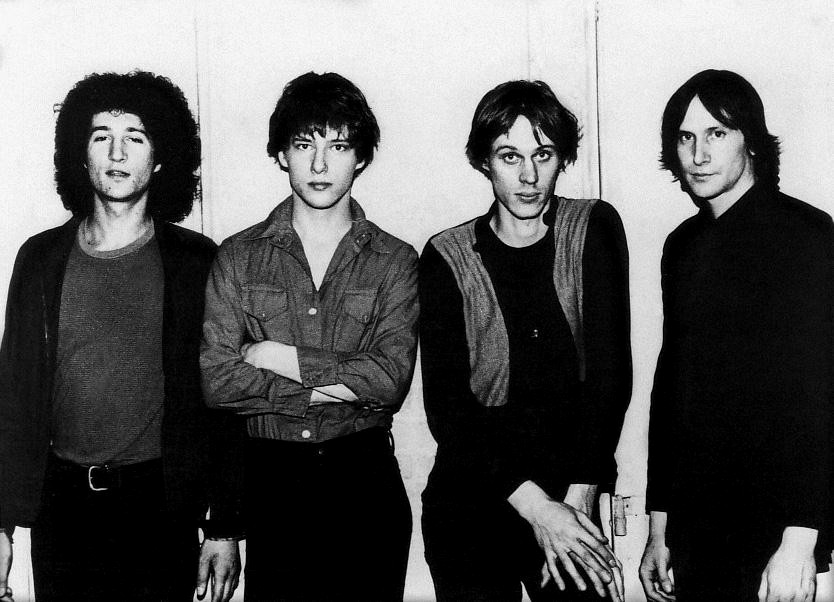
Le groupe en 1977.

Le premier album studio du groupe, Marquee Moon, est positivement accueilli par la presse spécialisée et atteint même le classement Billboard 200 – il se vend bien en Europe et atteint le top 30 dans certains de ces pays. Il atteint plusieurs listes comme la 83e place de la liste des 100 meilleurs album de rock 'n' roll établie par VH1 en 2000 et la 128e place de la liste des 500 meilleurs albums de tous les temps établie par Rolling Stone. Il atteint la deuxième place des 100 meilleurs premiers albums au magazine Uncut et la troisième place de la liste des meilleurs albums des années 1970 établie par Pitchfork. Stephen Thomas Erlewine d'AllMusic écrit que l'album est « révolutionnaire ».
Leur deuxième album, Adventure, est enregistré et publié en 1978,.

### Retour (depuis 1992)
Television se reforme en 1992, publiant un troisième album éponyme et jouant de temps à autre. Après avoir été hué pendant un concert en 2001 au festival All Tomorrow's Parties à Camber Sands, en Angleterre, le groupe joue quelques dates.
En 2007, Richard Lloyd annonce une séparation d'un commun accord avec le groupe après un concert à Central Park, à New York. Souffrant d'une pneumonie, il reste hospitalisé et dans l'incapacité de jouer le concert à Central Park. Jimmy Rip le remplacera ce jour, et le groupe lui demandera de remplacer Lloyd à plein temps. Le 7 juillet 2011, la nouvelle formation joue au festival Beco 203 à São Paulo, au Brésil.

## Membres

### Formation classique
- Tom Verlaine – chant, guitare, claviers (1973–1978, 1992–1993, 2001–2023) (†)
- Richard Lloyd – guitare, chant (1973–1978, 1992–1993, 2001–2007)
- Billy Ficca – batterie (1973–1978, 1992–1993, 2001–2023)
- Fred Smith – basse, chant (1975–1978, 1992–1993, 2001–2023)

### Autres membres
- Richard Hell – chant, basse (1973–1975)
- Jimmy Rip – guitare (2007–2023)

## Discographie

### Albums studio
- 1977 : Marquee Moon
- 1978 : Adventure
- 1992 : Television

### Albums live
- 1982 : The Blow-Up (enregistrement public de 1978)
- 2003 : Live at the Academy, 1992 (enregistrement public de 1992)
- 2003 : Live at the Old Waldorf (en) (enregistrement public de 1978)

### Singles
- "Little Johnny Jewel (Part One)" b/w "Little Johnny Jewel (Part Two)" – Ork Records (1975)
- "Marquee Moon" – Elektra Records (1977)
- "Prove It" b/w "Venus – Elektra Records (1977)
- "Venus" b/w "Friction" – Elektra Records (1977/Japon)
- "Foxhole" b/w "Careful" – Elektra Records (1978)
- "Glory" b/w "Carried Away" – Elektra Records (1978)
- "Ain't That Nothin'" b/w "Glory" – Elektra Records (1978)
- "The Revolution" – Capitol Records, EMI (1992/France)
- "Call Mr Lee" – Capitol Records (1992)
- "In World" – Capitol Records (1992)

### Filmographie
- 1976 : The Blank Generation
- 2013 : CBGB